# Лику (округ)
Лику (англ. Liku) — один из 14 округов Ниуэ (владение Новой Зеландии). Административным центром округа является одноимённая деревня.

## Географическая характеристика
Округ Лику расположен в восточной части острова Ниуэ. Его площадь составляет 41,64 км². Административный центр расположен в восточной части округа. Граничит с округами: Лакепа, Алофи и Хакупу. На востоке омывается Тихим океаном.